# Mistletoes of Africa
Mistletoes of Africa (abreviado Mistletoes Afr.) es un libro con ilustraciones y descripciones botánicas que fue escrito conjuntamente por Roger Marcus Polhill & Wiens y publicado por el Real Jardín Botánico de Kew en el año 1998.